# I Know What You Want
Singles de Busta Rhymes
Make It Clap
(2003) Light Your Ass on Fire
(2003)
Singles par Mariah Carey
Boy (I Need You)
(2002) Bringin' On The Heartbreak
(2003)
I Know What You Want est une chanson du rappeur Busta Rhymes et de la chanteuse américaine Mariah Carey, sortie le 17 mars 2003. Le titre est le second extrait de son 6e opus studio It Ain't Safe No More. Le titre est écrit par Busta Rhymes, Rah Digga, Rampage, Rick Rock, Spliff Star, L. Jones et composé par Rick Rock.

## Accueil
La chanson reçoit des critiques positives. Elle devient un hit massif dans certains pays tels que les États-Unis, l'Australie et le Royaume-Uni. Le titre reste dans le top 40 pendant 21 semaines.

## Clip vidéo
Le vidéoclip est dirigé par Chris Robinson, filmé début mars 2003.  Il y dévoile les chanteurs en train de chanter le titre dans un immense manoir. De plus, cette vidéo contient une scène s'inspirant de l'univers de Frank Miller et démontre Mariah Carey, présentant quelques accessoires de sa ligne de bijoux Automatic Princess.

## Format et liste des pistes
CD single au Canada
1. I Know What You Want (Radio Edit)
2. I Know What You Want (Instrumental Radio Edit)

CD single en Europe
1. I Know What You Want (Album Version)
2. Break Ya Neck

CD maxi-single en Australie et en Europe
1. I Know What You Want (Album Version)
2. Break Ya Neck
3. I Know What You Want (Instrumental)
4. I Know What You Want (Video)

CD maxi-single au Royaume-Uni
1. I Know What You Want
2. Call the Ambulance (Remix featuring M.O.P.)
3. Call the Ambulance (featuring M.O.P.)
4. I Know What You Want (Video)

## Classement hebdomadaire
| Classement (2003)                       | Meilleure position |
| --------------------------------------- | ------------------ |
| Allemagne (Media Control AG)            | 9                  |
| Australie (ARIA)                        | 3                  |
| Autriche (Ö3 Austria Top 40)            | 40                 |
| Belgique (Flandre Ultratop 50 Singles)  | 8                  |
| Belgique (Wallonie Ultratop 50 Singles) | 11                 |
| Canada (Jam! Canoe)                     | 5                  |
| Danemark (Tracklisten)                  | 7                  |
| États-Unis (Hot 100)                    | 3                  |
| États-Unis (Hot R&B/Hip-Hop Songs)      | 2                  |
| Europe (Hot 100)                        | 1                  |
| France (SNEP)                           | 25                 |
| Hongrie (Mahasz)                        | 1                  |
| Hongrie (Dance Top 40)                  | 15                 |
| Irlande (IRMA)                          | 4                  |
| Italie (FIMI)                           | 4                  |
| Nouvelle-Zélande (RMNZ)                 | 7                  |
| Norvège (VG-lista)                      | 6                  |
| Pays-Bas (Single Top 100)               | 4                  |
| Roumanie (Romanian Top 100)             | 1                  |
| Suède (Sverigetopplistan)               | 11                 |
| Suisse (Schweizer Hitparade)            | 5                  |
| Royaume-Uni (UK Singles Chart)          | 3                  |

### Classement annuel
| Classement (2003)    | Position |
| -------------------- | -------- |
| États-Unis (Hot 100) | 17       |

### Certifications
| Pays             | Ventes | Certification |
| ---------------- | ------ | ------------- |
| Australie        | 35 000 | Or            |
| Nouvelle-Zélande | 7 500  | Or            |